# Haringe
Haringe is een landelijk dorpje in de Belgische provincie West-Vlaanderen, op minder dan een kilometer van de Franse grens. Haringe vormt samen met het wat grotere dorpje Roesbrugge de Poperingse deelgemeente Roesbrugge-Haringe.

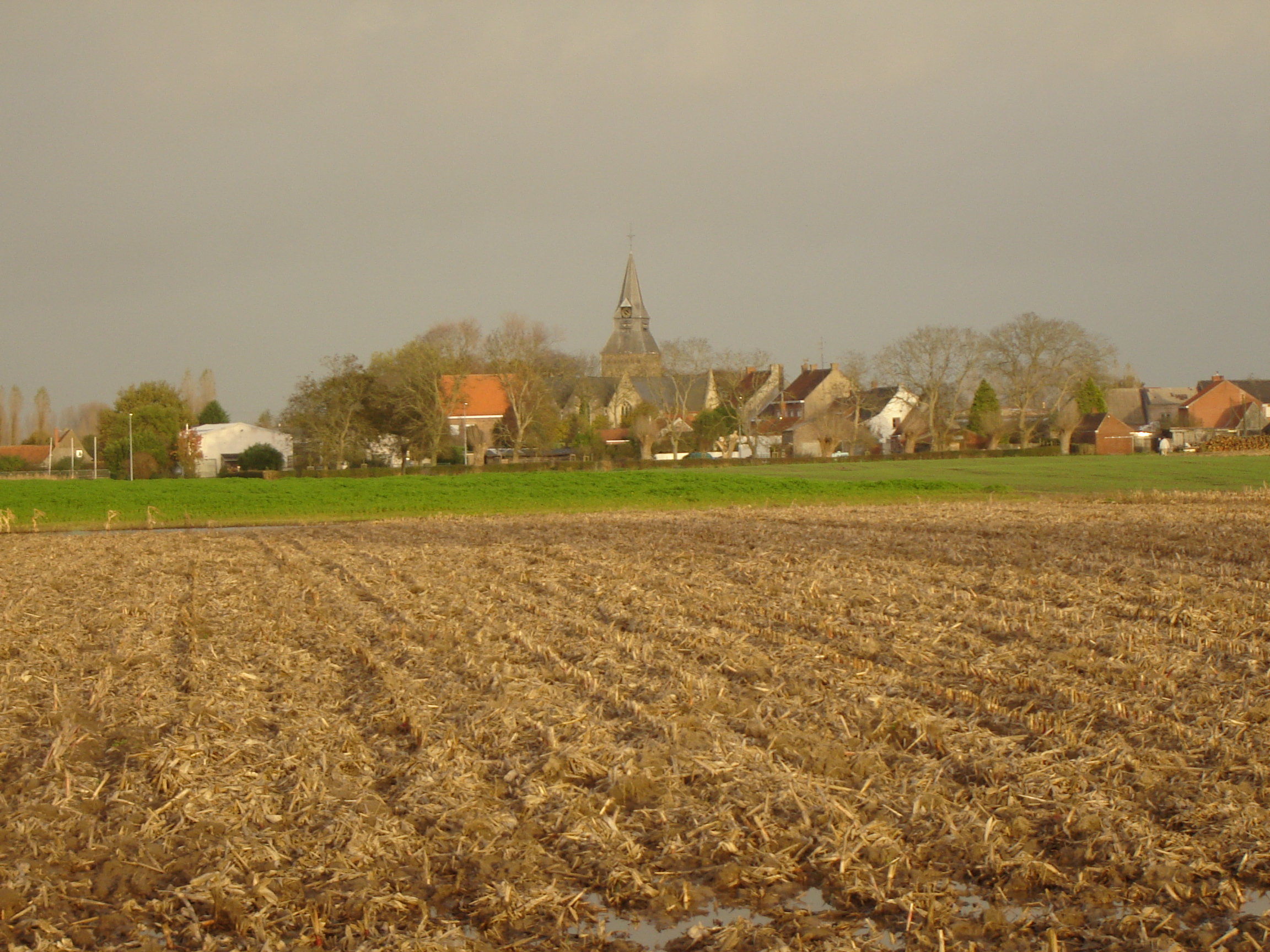
Dorpscentrum van Haringe

## Geschiedenis
Op het grondgebied van Haringe werden Romeinse of Gallo-Romeinse bewoningssporen aangetroffen. Haringe werd voor het eerst vermeld in 899, waarbij de plaatsnaam berust op de eigennaam Hari. In de 11e eeuw werd, vanuit het Bisdom Terwaan, een kerk gebouwd voor wat toen eerder verspreide bewoning dan een dorp was. In 1174 kwam het patronaatsrecht aan de Abdij van Sint-Augustinus te Terwaan. De goederen werden beheerd vanuit de proosdij Beauregard te Proven.
Haringe werd uiteindelijk overvleugeld door het beter bereikbare Roesbrugge, waar in 1681 de steenweg Ieper-Duinkerke werd aangelegd.

## Natuur en landschap
Ten westen van Haringe stroomt de rivier de IJzer België binnen, die er een eindje de landsgrens vormt. Ook de Heidebeek, die vanuit het zuiden naar de IJzer stroomt, vormt een stuk van de Belgisch-Franse grens ten westen van Haringe. Het dorpje was vroeger door zijn ligging het werkterrein van smokkelaars, "blauwers" genoemd. In het dorpscentrum staat nog het beeld van Karel de Blauwer, een sagefiguur die staat voor alle smokkelaars van vroeger. Vlak bij de kerk staat het graf van dorpspastoor Joris Declercq, alias dichter-schrijver-schilder Djoos Utendoale.

## Bezienswaardigheden

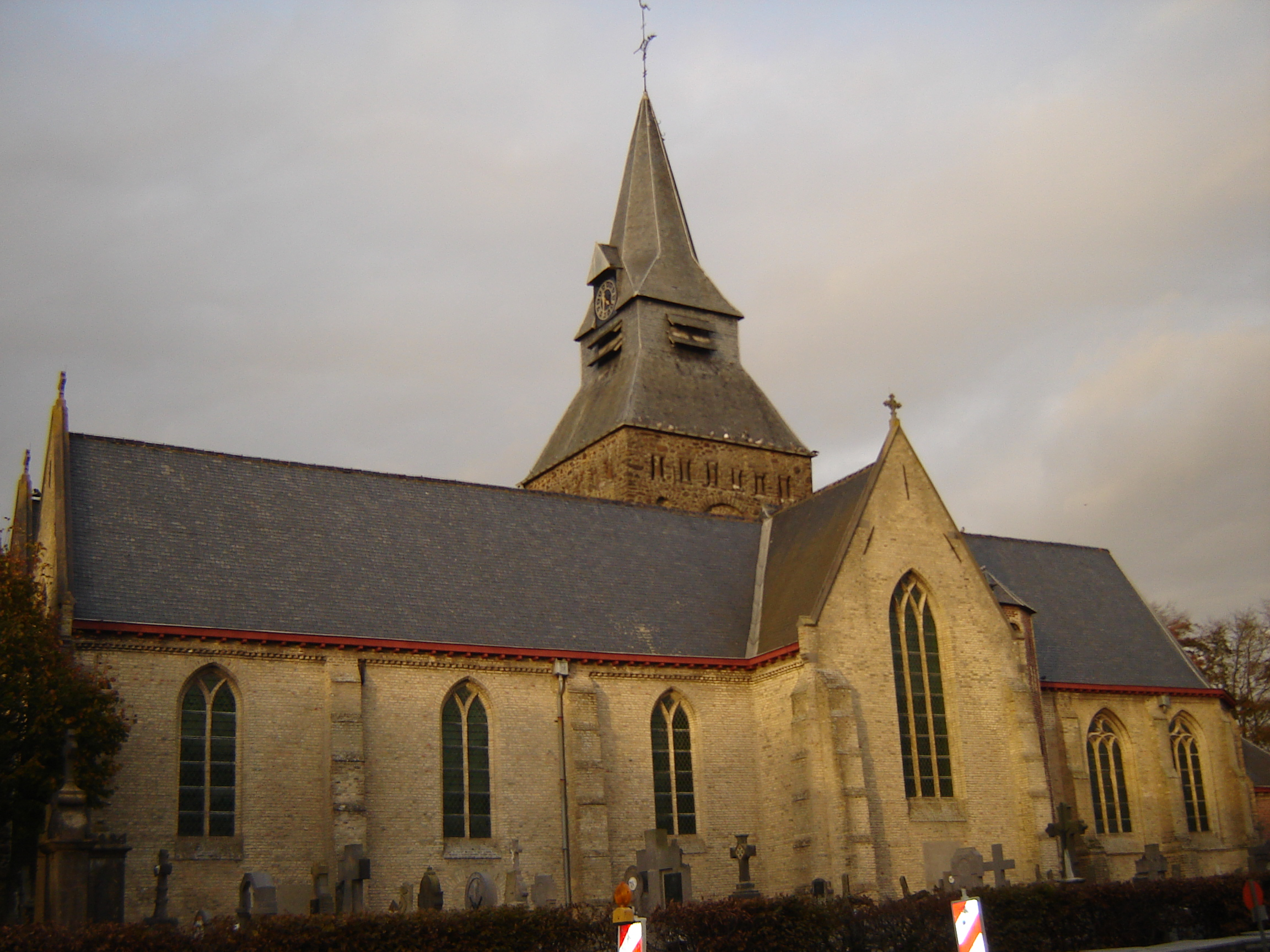
Sint-Martinuskerk

- De Sint-Martinuskerk is van romaanse oorsprong.
- Op de Britse militaire begraafplaats Haringhe (Bandaghem) Military Cemetery liggen meer dan 800 gevallen militairen uit de Eerste Wereldoorlog.

## Geboren in Haringe
- Julius Leroy (1858-1939), priester en schrijver
- René Debruyne (1868-1941), medestichter van het ACV, eerste nationaal secretaris en nationaal voorzitter en volksvertegenwoordiger

## Nabijgelegen kernen
Roesbrugge, Watou, Proven